# Sunday Chidzambwa
Sunday Marimo Chidzambwa (Enkeldoorn, 4 maggio 1952) è un allenatore di calcio ed ex calciatore zimbabwese, di ruolo difensore.

## Carriera
Nato a Enkeldoorn, nella Rhodesia Meridionale, Chidzambwa ha iniziato a giocare come difensore per i Dynamos di Mbare. Ha giocato anche a livello internazionale per lo Zimbabwe, figurando in una partita di qualificazione alla Coppa del Mondo FIFA 1980.
Dopo essersi ritirato come giocatore, ha continuato a gestire Dynamos, la squadra nazionale dello Zimbabwe (alla Coppa d'Africa 2004 e nel 2007), e la squadra sudafricana Umtata Bush Bucks, ma per motivi di passaporto non è mai stato sulla panchina della squadra, sostituito da Clemens Westerhof. Nel novembre 2008 è stato rieletto direttore dello Zimbabwe, nel maggio 2010 gestì il Free State Stars nel campionato sudafricano. Marimo lasciò il Free State Stars nell'agosto 2010, per gestire i Black Leopards. Il 20 ottobre 2012 è stato bandito dalla FIFA e dalla ZIFA per le partite in programma nei futuri 10 anni. Nel luglio 2017 è stato nominato commissario tecnico della squadra nazionale dello Zimbabwe..